# ویوید انترتینمنت
ویوید انترتینمنت گروپ، یک شرکت تولید فیلم پورنوگرافی است که محصولاتش شامل فیلم به صورت دی‌وی‌دی و برنامه‌های اینترنتی است. این شرکت در سال ۲۰۰۶ توسط خبرگزاری رویترز به‌عنوان یکی از چند شرکت انگشت‌شمار مسلط بر صنعت پورنوگرافی ایالات متحدهٔ آمریکا توصیف شد.